# Lametila
Lametila is een monotypisch geslacht van tweekleppigen uit de  familie van de Lametilidae.

## Soort
- Lametila abyssorum Allen & Sanders, 1973